# Poker en 1982
Cet article résume les événements liés au monde du poker en 1982.

## Tournois majeurs

### World Series of Poker 1982
Jack Straus remporte le Main Event, qui est le premier à dépasser les 100 joueurs.

### Super Bowl of Poker 1982
Ed Stevens remporte le Main Event.

## Poker Hall of Fame
Tom Abdo est intronisé.